# ペルセウス座イプシロン星
ペルセウス座ε星（ペルセウスざイプシロンせい、ε Persei, ε Per）は、ペルセウス座の恒星で3等星。
ペルセウス座ε星は、2つの恒星からなる連星系である。2.90等級でB0.5V型の青いB型主系列星の主星と、3.92等級でA2Vの白いA型主系列星の伴星からなる。

## 名称
アラビア語で「南側の上腕」を意味するAdid Australisという固有名を持つが、滅多に使われない。